# مشرفة (القصيم)
مشرفة غرب منطقة القصيم تقع على طريق القصيم مكة المكرمة.

## التاريخ
مشرفة من ديار بني عمرو ويمر من عندها طريق القصيم مكة المكرمة «الحجاز».

## السكان
يبلغ عدد سكان مشرفة 1.000 نسمة.

## الموقع الجغرافي
تقع غرب منطقة القصيم وتبعد عن مدينة بريدة 135 كم، وعن محافظة الرس 53 كم، و68 كم عن الشبيكية.

## المناخ
المناخ قاري صحراوي، حار جاف صيفًا، وتهطل الأمطار في فصل الشتاء. تبلغ درجة الحرارة صيفًا 45°م، وفي الشتاء تصل إلى 3 ما دون الصفر، ومتوسط سقوط المطر 145 ملم.